# Banjariya (Bara)
Banjariya (nep. बञ्जरिया) – gaun wikas samiti w środkowej części Nepalu w strefie Narajani w dystrykcie Bara. Według nepalskiego spisu powszechnego z 2001 roku liczył on 742 gospodarstw domowych i 5019 mieszkańców (2418 kobiet i 2601 mężczyzn).